# Макгриви, Джим
Джеймс «Джим» Эдвард Макгриви (англ. James Edward «Jim» McGreevey; род. 6 августа 1957 года, Джерси-Сити, Нью-Джерси, США) — американский политик, представляющий Демократическую партию, 52-й губернатор штата Нью-Джерси с 15 января 2002 года по 15 ноября 2004 года, открытый гей.

## Биография

### Ранние годы и образование
Джеймс Макгриви родился в Джерси-Сити, штат Нью-Джерси, в семье ирландских католиков. Он вырос в соседнем городе Картерет, где окончил начальную и среднюю школу Св. Иосифа. Он обучался в Католический университет Америки, а в 1978 году окончил Колумбийский университет. В 1981 году Макгриви получил степень юриста в юридическом центре Джорджтаунского университета, а в 1982 году — степень магистра в области образования в Гарвардском университете. Он также посещал дипломные курсы в области права в Лондонской школе экономики и политических наук.

### Политическая карьера
С 1990 по 1992 год Макгриви был членом Генеральной ассамблеи Нью-Джерси. В 1992 году он был избран мэром тауншипа Вудбридж. Он был переизбран в 1995 и 1999 годах. Одновременно Макгриви в 1993 году был избран в Сенат Нью-Джерси.
В 1997 году Макгриви баллотировался на пост губернатора штата, но потерпел поражение от действующего губернатора республиканки Кристин Тодд Уитман (46 % и 47 % голосов соответственно). В 2001 году Макгриви вновь выдвинул свою кандидатуру. На выборах он победил республиканца Брета Шандлера, набрав 56 % голосов. В 2004 году, в связи с возникшим сексуальным скандалом, Макгриви ушёл в отставку.
В сентябре 2006 года Макгриви опубликовал мемуары, написанные совместно с Дэвидом Франсом. Книга имеет название «Исповедь» (англ. The Confession).
После ухода с поста губернатора Макгриви обучался в духовной семинарии в Нью-Йорке, чтобы получить степень магистра богословия. Это было необходимо для получения сана епископального священника. Он является волонтёром организации Exodus Transitional Community, помогающей в реабилитации бывшим заключённым.

### Личная жизнь
У Макгриви есть две дочери: Мора, от его первого брака (1991—1997) с канадкой Карен Джоан Шульц, и Жаклин, от второго брака с португалкой Диной Матос. В своих мемуарах Матос писала, что она никогда бы не вышла замуж за Макгриви, если бы знала, что он гей.
17 марта 2008 года Теодор Педерсен, бывший помощник Макгриви, заявил, что в период с 1999 по 2001 год он неоднократно занимался сексом втроём с Макгриви и Матос, что позднее подтвердил Макгриви. Однако Матос в своём интервью ABC News опровергла это.
14 марта 2007 года агентство Associated Press сообщило, что Макгриви будет добиваться опеки над Жаклин и хочет взыскать с Матос алименты. Матос также потребовала $600 000 и алименты. 6 мая 2008 года начался бракоразводный процесс. 8 августа их развели, бывшие супруги получили совместную опеку над дочерью. Матос в алиментах было отказано.